# GIF Sundsvall

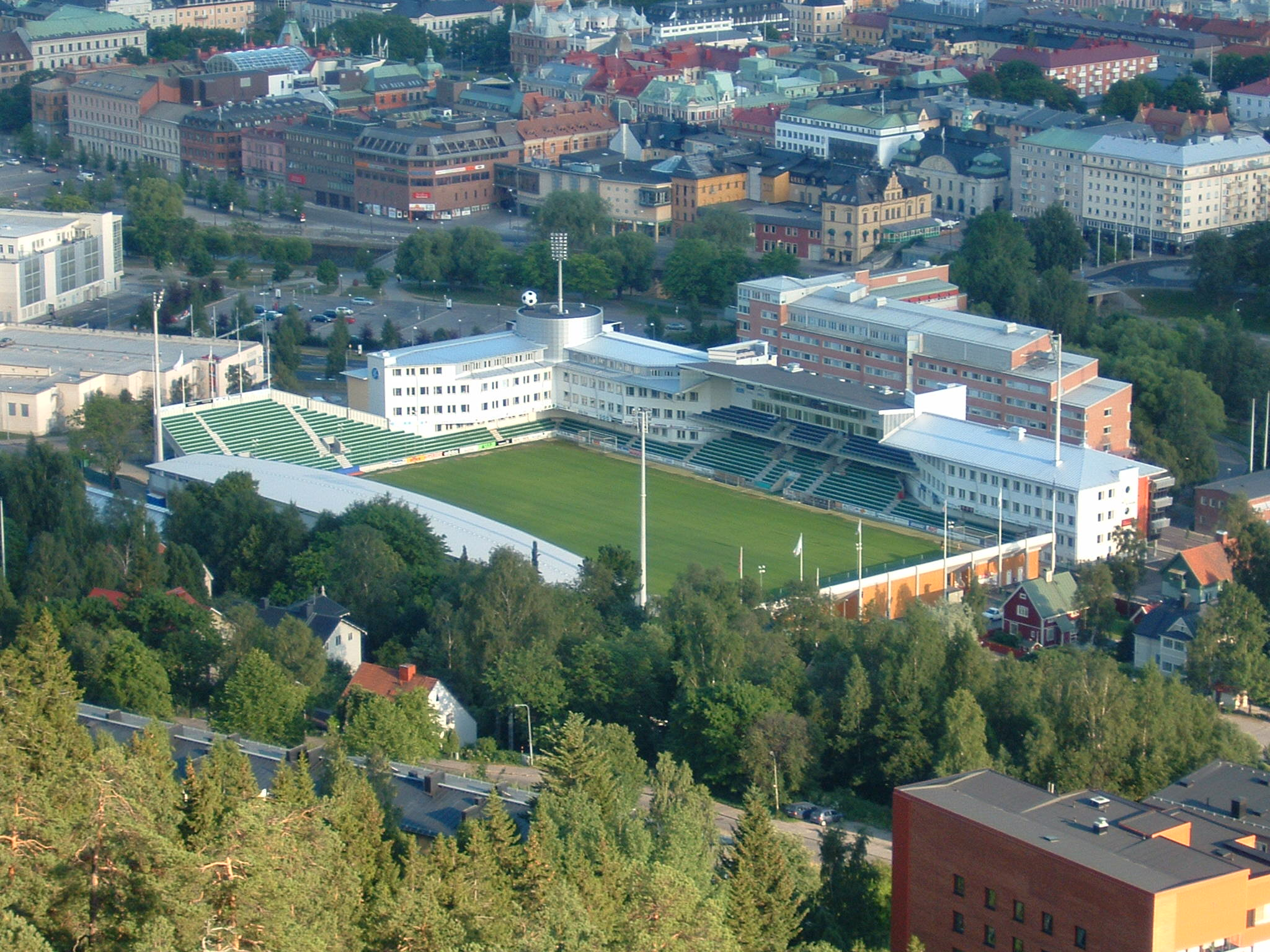
Norrporten Arena

Az GIF Sundsvall, teljes nevén Gymnastik och Idrottsföreningen Sundsvall egy svéd labdarúgócsapat, Sundsvall városában. Jelenleg az svéd első osztályban szerepel.
A 2011-es bajnokságban a második helyen végzett a Superettanban és kiharcolta a feljutást.
Hazai mérkőzéseiket a 8500 fő befogadására alkalmas Norrporten Arenában játsszák.

## Története
A klubot 1903. augusztus 25-én alapították. Az első osztályban 1965-ben szerepelt először. Az évek során liftezett az együttes az első illetve a másodosztály között, tehát hol feljutott, hol kiesett.

## Jelenlegi keret
20xx. január 3. szerint.

## Sikerek
- Superettan
  - 2. hely (1): (2011)

## Ismertebb játékosok
- Stefan Ålander
- Tomas Brolin
- Mikael Dahlberg
- Tobias Eriksson
- Lennart Forsberg
- Leif Forsberg
- Anders Grönhagen
- Conny Klack
- Mikael Lustig
- Hannes Sigurdsson
- Göran Nicklasson
- Per Nilsson
- Gunnar Samuelsson
- Håkan Sandberg

## Külső hivatkozások
- Hivatalos weboldal
- Szurkolói oldal